# ミスター・ピティフル
「ミスター・ピティフル」（Mr. Pitiful）は、アメリカ合衆国の歌手オーティス・レディングが1965年に発表した楽曲。作詞・作曲はレディングとスティーヴ・クロッパーによる。アルバム『ソウル・バラードを歌う』（1965年3月発表）に先駆けてシングルとしてリリースされた。

## 解説
この曲のタイトルは、メンフィスのDJがレディングに付けたニックネームに由来している。B面曲の「この強き愛」と共に、1964年12月28日にレコーディングされた。
アメリカのBillboard Hot 100では41位に達し、『ビルボード』のR&Bシングル・チャートでは10位に達した。

## カヴァー
- クリス・ファーロウ - EP「Farlowe in the Midnight Hour」（1965年）に収録[5]。
- エタ・ジェイムス - 1969年、「Miss Pitiful」と改題したカヴァーをシングルとして発表[6]。
- アンドリュー・ストロング - 映画『ザ・コミットメンツ』（1991年）の劇中で歌唱[7]。
- タジ・マハール - アルバム『セニョール・ブルース』（1997年）に収録。
- ローリング・ストーンズ - ライヴで歌唱。DVDボックス・セット『ザ・ビッゲスト・バン』（2007年）には、2005年8月10日にトロントで歌唱した際の模様が収録された[8]。